# Вуд, Джеймс
Джеймс Вуд (англ. James Wood) — британский шотландский энциклопедист (единоличный создатель всеобщей энциклопедии), переводчик, литератор, литературовед и художественный критик, богослов и проповедник; священник;
По отзыву исследователя P. J. E. Wilson:

добросовестнейший из педантовОригинальный текст (англ.)that most conscientious of pedants.

## Биография
Родился 12 октября 1820 года в Лите, ныне в черте Эдинбурга.

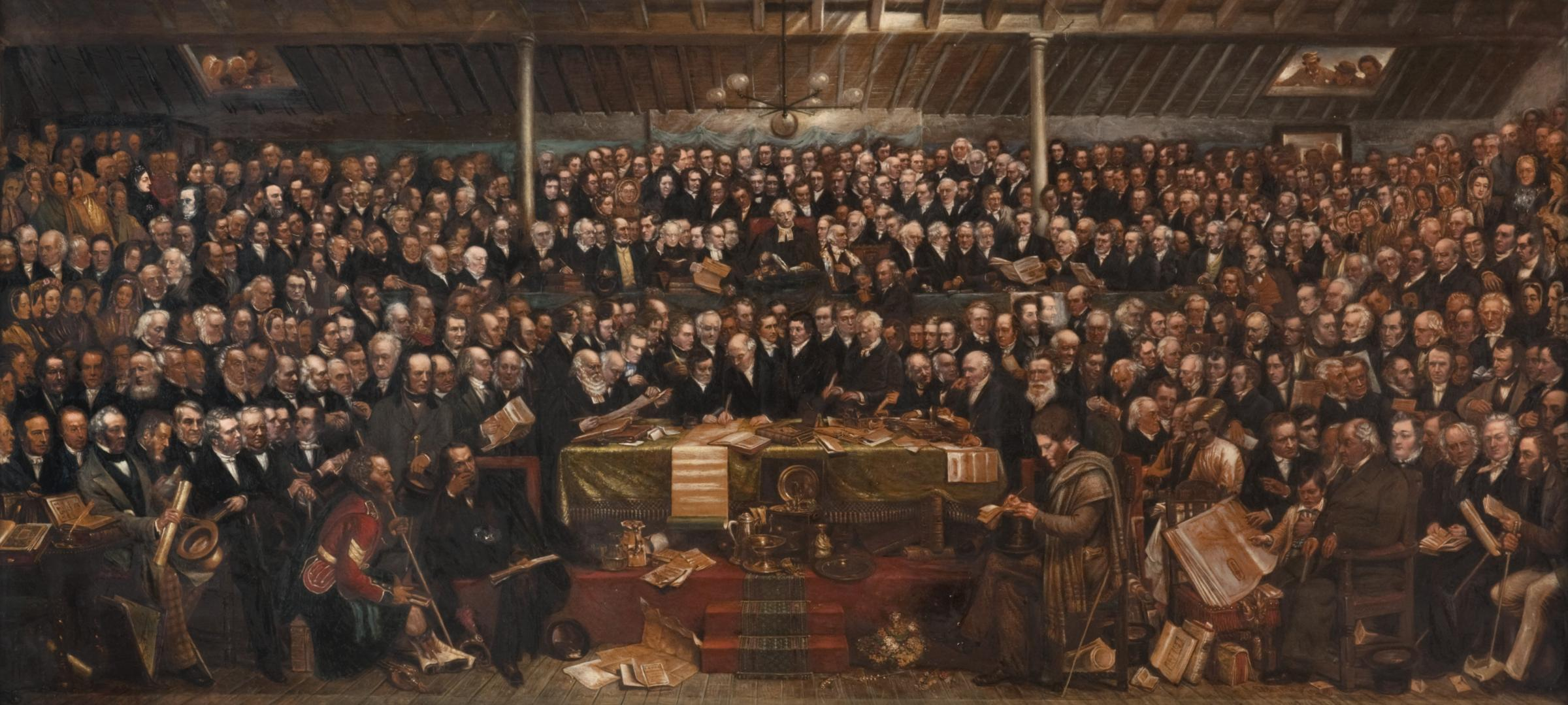
Дж. Вуд в числе 474 священников на подписании Акта об отделении от Церкви Шотландии на «Ассамблее раскола» (Disruption Assembly
23 мая 1843 года. Худ. Д. Хилл, 1866 год

Окончил Эдинбургский университет. Всю жизнь прожил в Эдинбурге, одна из центральных фигур интеллектуальной и научной жизни города.
В начале 40-х годов XIX века один из соратников Томаса Чэлмерса в борьбе против реакционного законодательства, усиливавшего диктат титулованной аристократии над духовно-религиозной жизнью прихожан. Вместе с многочисленными единомышленниками, в 1843 году вышел из официальной Шотландской церкви и был одним из основателей Свободной церкви Шотландии.
Дж. Вуд был рукоположён в священники, служил в ранний, наиболее тяжёлый период в приходской жизни Свободной церкви: лишённые церковных зданий и какого-либо имущества, общины организовывали молитвенные собрания под открытым небом.
За восторженные отзывы о почитаемых им Томасе Карлейле и Джоне Рёскине, Дж. Вуд встретил осуждение и травлю со стороны консервативных церковных кругов, подозревавших его в том числе в симпатиях к утопическому и христианскому социализму, из-за чего глубоко религиозный Джон Вуд принуждён был сложить с себя священнический сан и после этого остался без всяких средств к существованию.
Всю оставшуюся жизнь Вуд прожил в нищете, зарабатывая на хлеб изнурительно интенсивным литературным трудом.
Скончался в Эдинбурге 17 марта 1901 года.

## Основные труды
- В 1881 году полуанонимно («Шотландский проповедник»; англ. a Scotch Preacher) издал книгу «Тесные врата, и другие речи, с присовокуплением лекции о Томасе Карлейле» (англ. Strait gate, and Other Discourses, with a Lecture on Thomas Carlyle, by a Scotch Preacher).

Трактат «Тесные врата» -плод личных богословских размышлений на темы сентенции из Нагорной проповеди: 
Входите тесными вратами, потому что широки врата и пространен путь, ведущие в погибель, и многие идут ими; 

потому что тесны врата и узок путь, ведущие в жизнь, и немногие находят их.Матфей, 7:13-14
- Перевёл с французского с обширными комментариями фундаментальный труд Огюста Барта «Религии Индии»

Barth, A. Religions of India. Transl. by A.Wood. London, 1882 (пер с: Les religions de l’Inde. Paris, 1879)
- создал на высоком научном уровне и издал Наттолловский нормативный словарь (англ. Nuttall's Standard Dictionary) -орфографический, орфоэпический и толковый словарь-справочник.

Британский аналог нормативного словаря Уэбстера, оберегающий литературную английскую орфоэпическую норму и орфографию.
- написал и издал лучший англоязычный цитатник XIX века Наттоловский словарь цитат (англ. Nuttall's Dictionary of Quotations)[3]),
- издал указатель для поиска по ключевым словам и атрибуции полузабытых цитат
- «Пособие по Библии» (англ. Helps to the Bible)[3]
- Переложение Карлейля для школ.
- в одиночку написал и издал (1900 год) «Наттоллову энциклопедию» (англ. The Nuttall Encyclopædia)[4] и другие произведения.

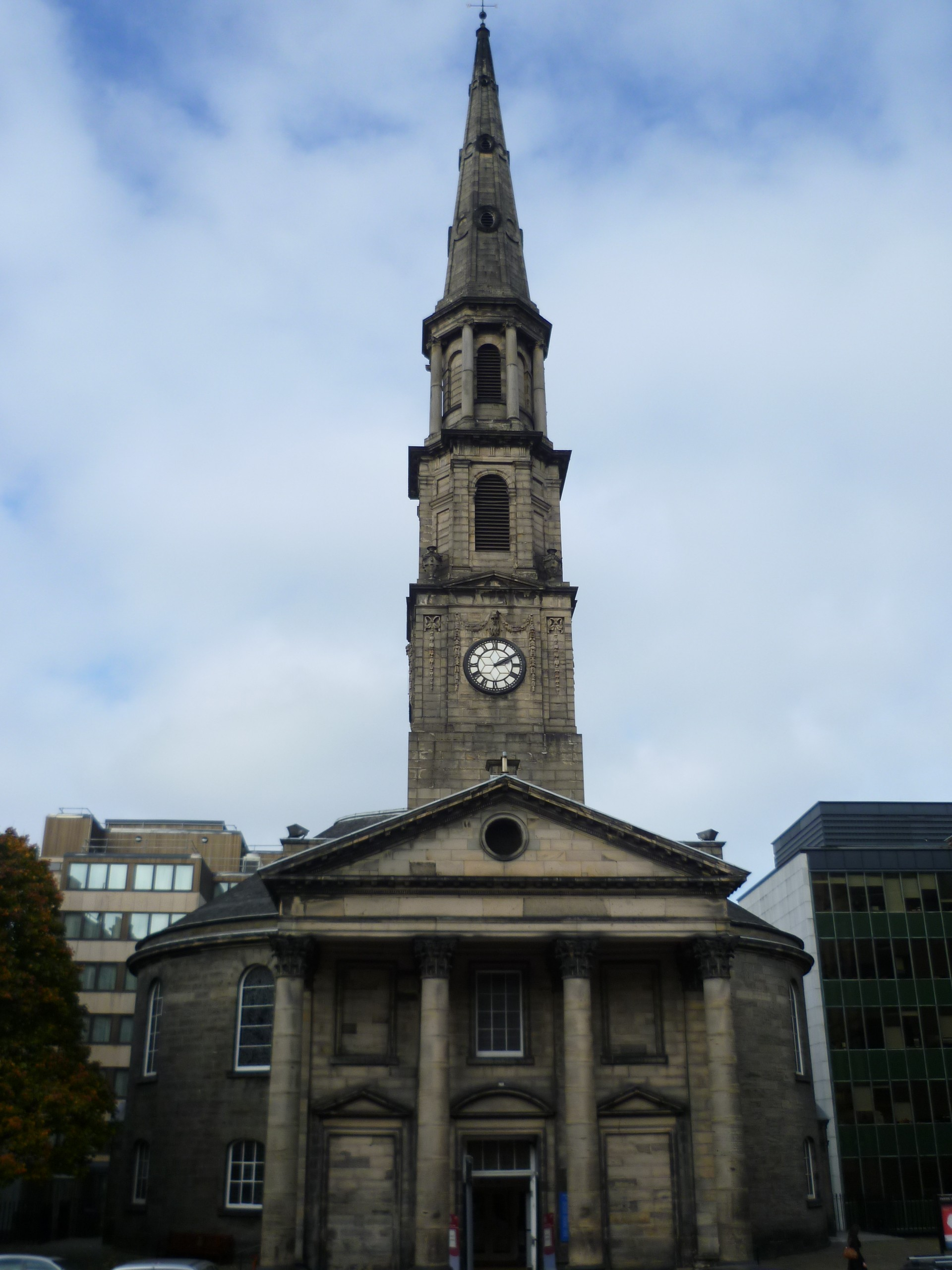
Церковь Сент-Эндрюз-на-Джордж-стрит в Эдинбурге, где проходила «Ассамблея раскола»
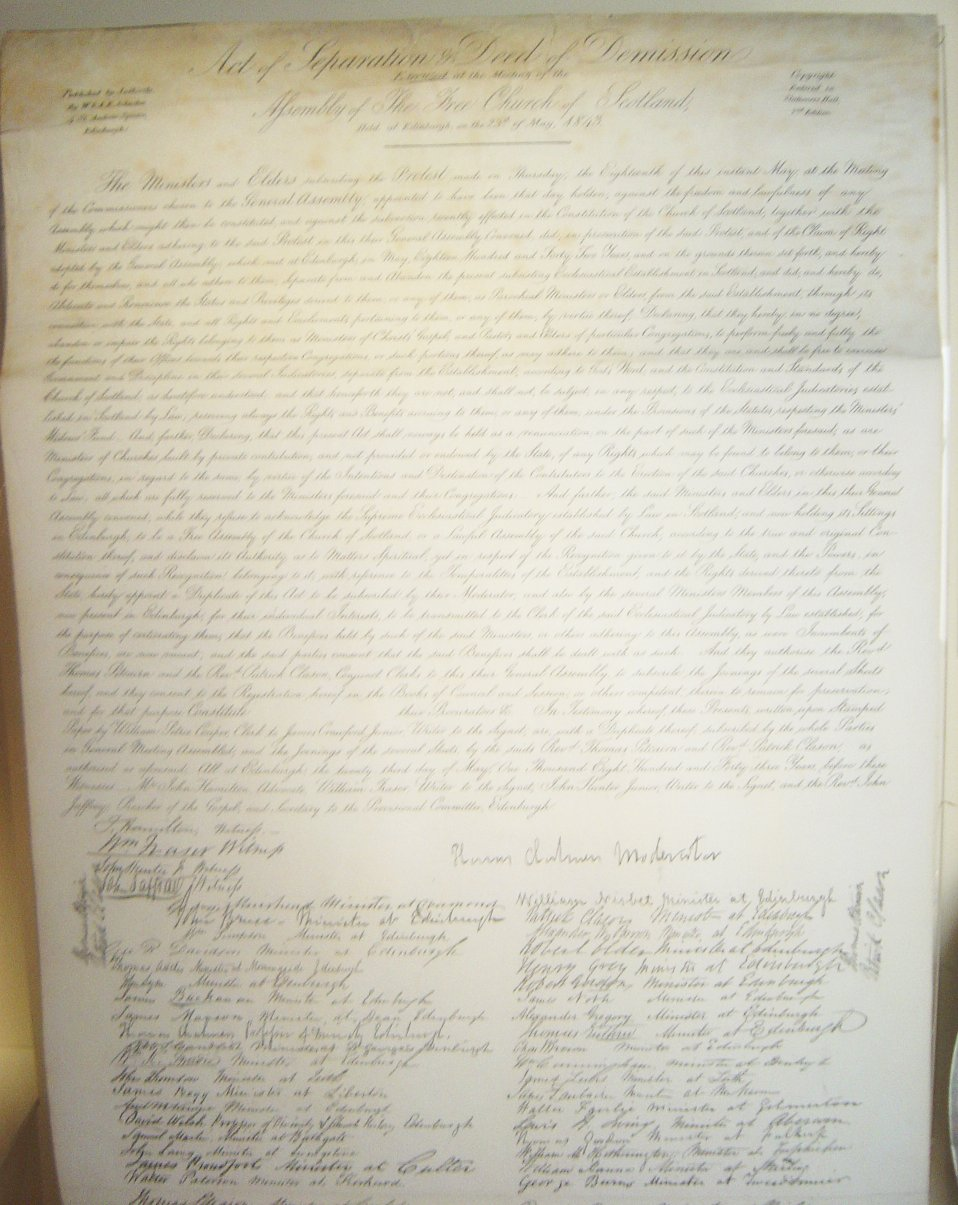
Акт о массовом протестном выходе из Церкви Шотландии, одним из подписантов которого был Вуд
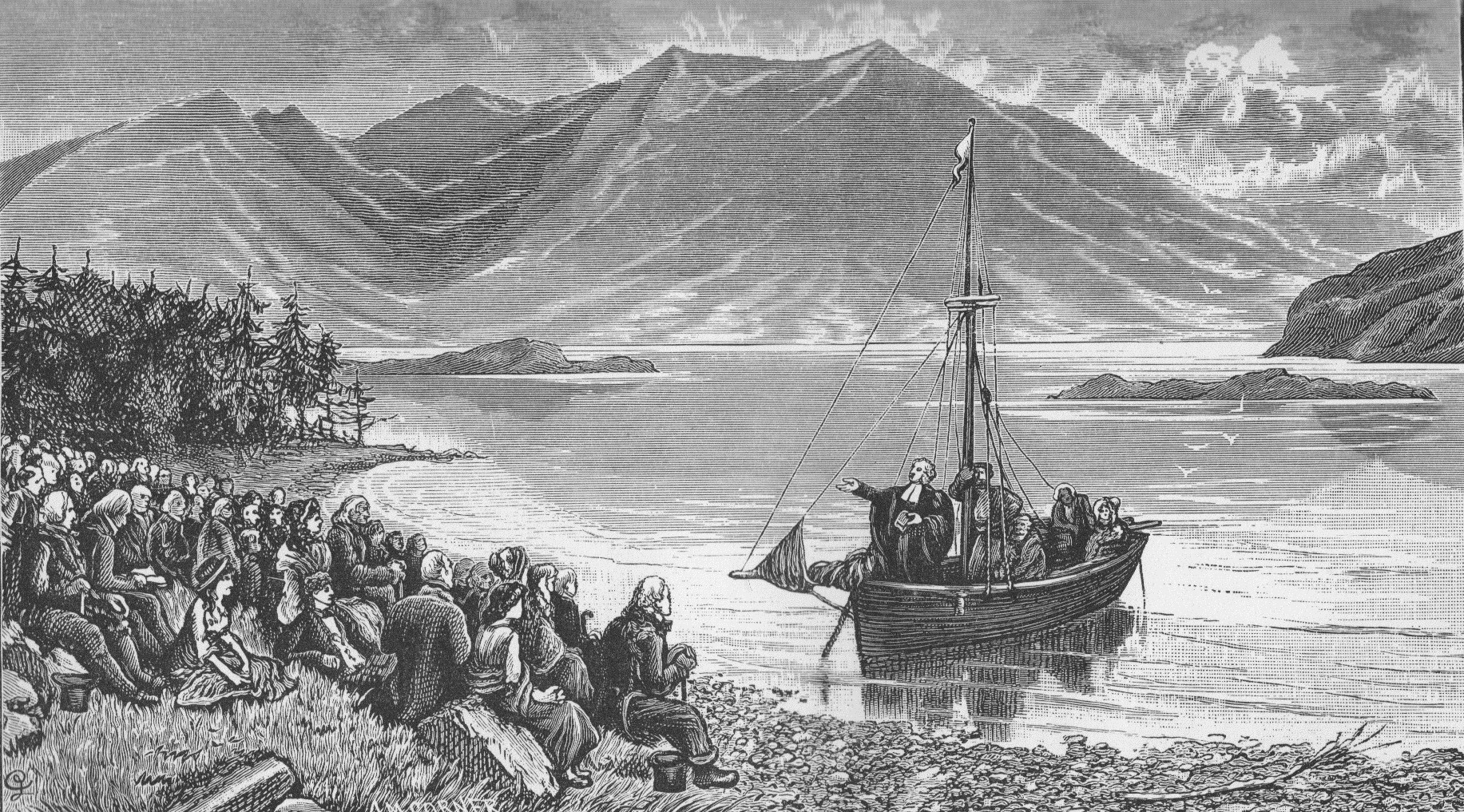
Изгнанные из церковных зданий, верующие внимают проповеди выселенного священника